# Syllis pseudoarmillaris
Syllis pseudoarmillaris är en ringmaskart som beskrevs av Penido J.C. Nogueira och San Martin 2002. Syllis pseudoarmillaris ingår i släktet Syllis och familjen Syllidae. Inga underarter finns listade i Catalogue of Life.